# О дьо Сен
О дьо Сен (на френски: Hauts-de-Seine, „Височини на Сен“) е департамент в регион Ил дьо Франс, северна Франция. Образуван е през 1968 година от западните части на дотогавашния департамент Сен. Площта му е 176 km², а населението – 1 561 745 души (2009). Административен център е град Нантер.